# 菲利波·梅利
菲利波·梅利（義大利語：Filippo Megli，1997年5月10日—）是義大利的一位游泳運動員。他參加了2017年世界游泳錦標賽的男子200公尺自由式的比賽以及2020東京奧運男子4×200公尺自由式接力的比賽。